# John Stuart, Lord Mount Stuart
John Stuart, Lord Mount Stuart (Londra, 25 settembre 1767 – Stansted Mountfitchet, 22 gennaio 1794), è stato un politico britannico.

## Biografia
Era il figlio del John Stuart, I marchese di Bute, e di sua moglie, Charlotte Jane Windsor, figlia ed erede di Herbert Windsor, II visconte Windsor. Studiò a Eton e alla St John's College di Cambridge.

## Carriera
Nel 1790 è stato eletto deputato al Parlamento di Cardiff, un posto che mantenne fino alla morte. È stato anche Lord luogotenente del Glamorganshire (1793-1794).

## Matrimonio
Sposò, il 12 ottobre 1792, Lady Elizabeth McDouall-Crichton (25 novembre 1772-25 luglio 1797), figlia di Patrick McDouall-Crichton, VI conte di Dumfries. Aggiunse al proprio cognome "Crichton". Ebbero due figli:
- John Crichton-Stuart, II marchese di Bute (10 agosto 1793-18 marzo 1848);
- Patrick James Herbert Crichton-Stuart (25 agosto 1794-7 settembre 1859), sposò Hannah Tighe, ebbero due figli.

## Morte
Morì il 22 gennaio 1794 a Bassingbourn Hall,  vicino a Stansted, per una caduta da cavallo. Fu sepolto a Stanton Rivers.

## Ascendenza
|                                                |                                    |                                             | Genitori                                        |  |  | Nonni |  |  | Bisnonni                       |  |  | Trisnonni                     |  |
|                                                |                                    |                                             |                                                 |  |  |       |  |  | James Stuart, II conte di Bute |  |  | James Stuart, I conte di Bute |  |
|                                                |                                    |                                             |                                                 |  |  |       |  |  | James Stuart, II conte di Bute |  |  | James Stuart, I conte di Bute |  |
|                                                |                                    | Agnes Mackenzie                             |                                                 |  |  |       |  |  | James Stuart, II conte di Bute |  |  |                               |  |
| John Stuart, III conte di Bute                 |                                    |                                             |                                                 |  |  |       |  |  | James Stuart, II conte di Bute |  |  |                               |  |
|                                                |                                    | lady Anne Campbell                          | Archibald Campbell, I duca di Argyll            |  |  |       |  |  |                                |  |  |                               |  |
|                                                |                                    | lady Anne Campbell                          | Archibald Campbell, I duca di Argyll            |  |  |       |  |  |                                |  |  |                               |  |
|                                                |                                    | lady Anne Campbell                          | Elizabeth Tollemache                            |  |  |       |  |  |                                |  |  |                               |  |
| John Stuart, I marchese di Bute                |                                    | lady Anne Campbell                          |                                                 |  |  |       |  |  |                                |  |  |                               |  |
|                                                |                                    | Edward Wortley-Montagu                      | hon. Sidney Wortley-Montagu                     |  |  |       |  |  |                                |  |  |                               |  |
|                                                |                                    | Edward Wortley-Montagu                      | hon. Sidney Wortley-Montagu                     |  |  |       |  |  |                                |  |  |                               |  |
|                                                |                                    | Edward Wortley-Montagu                      | Anne Wortley                                    |  |  |       |  |  |                                |  |  |                               |  |
| Mary Wortley-Montagu, I baronessa Mount Stuart |                                    | Edward Wortley-Montagu                      |                                                 |  |  |       |  |  |                                |  |  |                               |  |
|                                                |                                    | lady Mary Pierrepont                        | Evelyn Pierrepont, I duca di Kingston-upon-Hull |  |  |       |  |  |                                |  |  |                               |  |
|                                                |                                    | lady Mary Pierrepont                        | Evelyn Pierrepont, I duca di Kingston-upon-Hull |  |  |       |  |  |                                |  |  |                               |  |
|                                                |                                    | lady Mary Pierrepont                        | lady Mary Feilding                              |  |  |       |  |  |                                |  |  |                               |  |
| John Stuart, lord Mount Stuart                 |                                    | lady Mary Pierrepont                        |                                                 |  |  |       |  |  |                                |  |  |                               |  |
|                                                | Thomas Windsor, I visconte Windsor | Thomas Hickman-Windsor, I conte di Plymouth |                                                 |  |  |       |  |  |                                |  |  |                               |  |
|                                                | Thomas Windsor, I visconte Windsor | Thomas Hickman-Windsor, I conte di Plymouth |                                                 |  |  |       |  |  |                                |  |  |                               |  |
|                                                | Thomas Windsor, I visconte Windsor | Ursula Widdrington                          |                                                 |  |  |       |  |  |                                |  |  |                               |  |
| Herbert Windsor, II visconte Windsor           | Thomas Windsor, I visconte Windsor |                                             |                                                 |  |  |       |  |  |                                |  |  |                               |  |
|                                                |                                    | lady Charlotte Herbert                      | Philip Herbert, VII conte di Pembroke           |  |  |       |  |  |                                |  |  |                               |  |
|                                                |                                    | lady Charlotte Herbert                      | Philip Herbert, VII conte di Pembroke           |  |  |       |  |  |                                |  |  |                               |  |
|                                                |                                    | lady Charlotte Herbert                      | Henriette Mauricette de Penancoët de Kérouazle  |  |  |       |  |  |                                |  |  |                               |  |
| lady Charlotte Jane Windsor                    |                                    | lady Charlotte Herbert                      |                                                 |  |  |       |  |  |                                |  |  |                               |  |
|                                                |                                    | sir John Clavering, III baronetto           | John Clavering, II baronetto                    |  |  |       |  |  |                                |  |  |                               |  |
|                                                |                                    | sir John Clavering, III baronetto           | John Clavering, II baronetto                    |  |  |       |  |  |                                |  |  |                               |  |
|                                                |                                    | sir John Clavering, III baronetto           | Dorothy Savile                                  |  |  |       |  |  |                                |  |  |                               |  |
| Alice Clavering                                |                                    | sir John Clavering, III baronetto           |                                                 |  |  |       |  |  |                                |  |  |                               |  |
|                                                |                                    | Jane Mallabar                               | Robert Mallabar                                 |  |  |       |  |  |                                |  |  |                               |  |
|                                                |                                    | Jane Mallabar                               | Robert Mallabar                                 |  |  |       |  |  |                                |  |  |                               |  |
|                                                |                                    | Jane Mallabar                               | Alice Swinborne                                 |  |  |       |  |  |                                |  |  |                               |  |
|                                                |                                    | Jane Mallabar                               |                                                 |  |  |       |  |  |                                |  |  |                               |  |